# Тириново (Псковская область)
Тириново —  деревня в Новосокольническом районе Псковской области России. Входит в состав Маевской волости.

## География
Расположена вблизи озера Снеговка, в 50 км к северо-западу от города Новосокольники и в 10 км к северу от бывшего волостного центра, деревни Руново.

## Население
| 2001 | 2002 | 2010 |
| ---- | ---- | ---- |
| 18   | ↗19  | ↘11  |

Численность населения деревни по оценке на начало 2001 года составляла 18 человек.

## История
С 1995 до 2005 года деревня входила в состав ныне упразднённой Островской волости с центром в д. Островки, с 2006 до 2015 года — в состав бывшей Руновской волости.